# Cielo negro
Cielo negro es una serie estadounidense de ciencia ficción y drama emitida por la Cadena NBC.
El éxito de The X-Files en la cadena FOX probó que hay una audiencia para programas de ciencia ficción, de modo que la NBC propuso esta alternativa, producida por Bryce Zabel y Brent Friedman. La serie se estrenó el 21 de septiembre de 1996 y permaneció en antena una sola temporada. Más tarde ha sido repuesta en diferentes canales de pago. Su frase comercial era "La Historia que conocemos es mentira".

## Argumento
La Historia del siglo XX tal como la conocemos es una mentira. Los extraterrestres están en nuestro planeta desde finales de la década de los 40. Una agencia del gobierno ha impedido que el público conozca la verdad. A medida que la serie avanza recorremos los años 60, mientras seguimos a John Loengard (Eric Close) y Kim Sayershave (Megan Ward) en su intento de desmantelar los planes de La Colonia, entidad extraterrestre que pretende manipular los acontecimientos históricos, incluyendo el asesinato de John F. Kennedy, las protestas raciales violentas, y la guerra de Vietnam. Además, la pareja protagonista deberá estar pendiente de los movimientos de una agencia del gobierno que actúa en la oscuridad con métodos más que discutibles, Majestic 12.
La idea madre que da vida al guion es que una especie extraterrestre colonizadora va infectando humanos, no sin antes haber hecho lo mismo con otra especie alienígena; un argumento clásico en la ciencia- ficción, que sería retomado entre otras sagas por Falling Skies en la década siguiente-.
La Colonia utiliza un idioma particular, llamado Thhtmaa, desarrollado por un estudiante de lingüística de la Universidad de California, Los Ángeles, llamado Matt Pearson. 
Entre las estrategias de La Colonia figura la de captar niños con tácticas empáticas para llevárselos con el fin de formar una generación de humanos que fuera afín a ellos, ya que por su aspecto los alienígenas producen repulsión entre los humanos, lo que los obliga a cambiar de aspecto -otra característica clásica de las películas de ovnis, recordada puntualmente por la conocida V: Invasión Extraterrestre.
Otra particularidad de esta serie es que la pareja protagonista descubrirá, en plena Guerra Fría, una estrecha cooperación entre los EE. UU. y la entonces URSS a través de dos agencias secretas, una de las cuales es Majestic 12 -dirigida por el coronel Frank Bach (interpretado por el actor J. T. Walsh).
Otra curiosidad es que en un capítulo aparecen Los Beatles, así como en otros pueden verse figuras de renombre de los años 60 como Jim Morrison y Marilyn Monroe, amén de toda la cohorte de políticos que protagonizaron la escena en aquella década convulsa.
La serie, originalmente creada con un formato de cinco temporadas, fue cancelada antes de finalizar la primera por la escasa aceptación de los telespectadores según anunció la productora. Esta primera temporada debía cubrir el período 1961-69 (época en la que se desarrollan los veinte capítulos emitidos), mientras que las siguientes abarcarían progresivamente hasta 2001, época de la Invasión Final, que nunca pudo verse en TV.